# شعیب‌کلایه
شعیب کلایه، روستایی است از توابع بخش مرکزی شهرستان تنکابن در استان مازندران ایران.

## جمعیت
این روستا در دهستان گلیجان قرار دارد و براساس سرشماری مرکز آمار ایران در سال ۱۳۸۵، جمعیت آن ۲۹۱ نفر (۸۴خانوار) بوده‌است.